# Норт-Вашингтон (Айова)
Норт-Вашингтон (англ. North Washington) — місто (англ. city) в США, в окрузі Чикасо штату Айова. Населення — 112 особи (2020).

## Географія
Норт-Вашингтон розташований за координатами 43°7′2″ пн. ш. 92°24′55″ зх. д. / 43.11722° пн. ш. 92.41528° зх. д. (43.117289, -92.415390).  За даними Бюро перепису населення США в 2010 році місто мало площу 0,51 км², уся площа — суходіл.

## Демографія
Згідно з переписом 2010 року, у місті мешкало 117 осіб у 43 домогосподарствах у складі 31 родини. Густота населення становила 227 осіб/км².  Було 45 помешкань (87/км²).
Расовий склад населення:
| - 97,4 % — білих - 1,7 % — чорних або афроамериканців |

До двох чи більше рас належало 0,0 %. Частка іспаномовних становила 2,6 % від усіх жителів.
За віковим діапазоном населення розподілялося таким чином: 29,9 % — особи молодші 18 років, 62,4 % — особи у віці 18—64 років, 7,7 % — особи у віці 65 років та старші. Медіана віку мешканця становила 38,2 року. На 100 осіб жіночої статі у місті припадало 108,9 чоловіків;  на 100 жінок у віці від 18 років та старших — 115,8 чоловіків також старших 18 років.
Середній дохід на одне домашнє господарство  становив 59 033 долари США (медіана — 47 188), а середній дохід на одну сім'ю — 69 534 долари (медіана — 72 813). За межею бідності перебувало 6,3 % осіб, у тому числі 4,9 % дітей у віці до 18 років та 0,0 % осіб у віці 65 років та старших.
Цивільне працевлаштоване населення становило 79 осіб. Основні галузі зайнятості: виробництво — 26,6 %, освіта, охорона здоров'я та соціальна допомога — 20,3 %, будівництво — 20,3 %.